# Smyrna (Georgia)
Smyrna – miasto w Stanach Zjednoczonych, w stanie Georgia, w hrabstwie Cobb. Według spisu w 2020 roku liczy 55,7 tys. mieszkańców. Jest częścią obszaru metropolitalnego Atlanty i znajduje się około 15 km na północny zachód od centrum Atlanty.
W mieście urodziła się Julia Roberts.